# Helina persiciformis
Helina persiciformis är en tvåvingeart som beskrevs av Fang och Fan 1993. Helina persiciformis ingår i släktet Helina och familjen husflugor.
Artens utbredningsområde är Sichuan (Kina). Inga underarter finns listade i Catalogue of Life.